# Simplicia medioangulata
Simplicia medioangulata là một loài bướm đêm trong họ Noctuidae.